# Denver Open 1976 - Doppio
Il doppio del torneo di tennis Denver Open 1976, facente parte della categoria World Championship Tennis, ha avuto come vincitori John Alexander e Phil Dent che hanno battuto in finale Jimmy Connors e Billy Martin con il punteggio di 6–7, 6–2, 7–5.

## Teste di serie
1. Vitas Gerulaitis /  Fred McNair (semifinali)

1. Brian Gottfried /  Raúl Ramírez (semifinali)

## Tabellone

### Legenda
| - Q = Qualificato - WC = Wild card - LL = Lucky loser | - ALT = Alternate - SE = Special Exempt - PR = Protected Ranking | - w/o = Walkover - r = Ritirato - d = Squalificato |

|  | Quarti di finale              | Quarti di finale              | Quarti di finale              | Quarti di finale | Quarti di finale |  |  | Semifinali                   | Semifinali                   | Semifinali                   | Semifinali                 | Semifinali |   |   | Finale                   | Finale                   | Finale | Finale | Finale |  |
|  |                               |                               |                               |                  |                  |  |  |                              |                              |                              |                            |            |   |   |                          |                          |        |        |        |  |
|  | 1                             | Vitas Gerulaitis Fred McNair  | Vitas Gerulaitis Fred McNair  | 6                | 6                |  |  |                              |                              |                              |                            |            |   |   |                          |                          |        |        |        |  |
|  |                               | Tony Roche Ken Rosewall       | Tony Roche Ken Rosewall       | 4                | 4                |  |  | Vitas Gerulaitis Fred McNair | Vitas Gerulaitis Fred McNair | Vitas Gerulaitis Fred McNair | 2                          | 4          |   |   |                          |                          |        |        |        |  |
|  | John Alexander Phil Dent      | John Alexander Phil Dent      | John Alexander Phil Dent      | 6                | 6                |  |  | John Alexander Phil Dent     | John Alexander Phil Dent     | John Alexander Phil Dent     | 6                          | 6          |   |   |                          |                          |        |        |        |  |
|  | Jeff Borowiak Andrew Pattison | Jeff Borowiak Andrew Pattison | Jeff Borowiak Andrew Pattison | 4                | 2                |  |  |                              |                              |                              |                            |            |   |   | John Alexander Phil Dent | John Alexander Phil Dent | 6      | 6      | 7      |  |
|  | Jimmy Connors Billy Martin    | Jimmy Connors Billy Martin    | Jimmy Connors Billy Martin    | 6                | 7                |  |  |                              |                              | Jimmy Connors Billy Martin   | Jimmy Connors Billy Martin | 7          | 2 | 5 |                          |                          |        |        |        |  |
|  | Charlie Pasarell Allan Stone  | Charlie Pasarell Allan Stone  | Charlie Pasarell Allan Stone  | 2                | 6                |  |  | Jimmy Connors Billy Martin   | Jimmy Connors Billy Martin   | 5                            | 7                          | 6          |   |   |                          |                          |        |        |        |  |
|  | 2                             | Brian Gottfried Raúl Ramírez  | 7                             | 3                | 7                |  |  | Brian Gottfried Raúl Ramírez | Brian Gottfried Raúl Ramírez | 7                            | 6                          | 0          |   |   |                          |                          |        |        |        |  |
|  |                               | Ross Case Geoff Masters       | 5                             | 6                | 5                |  |  |                              |                              |                              |                            |            |   |   |                          |                          |        |        |        |  |